# Унженская область
Унженская область — административно-территориальная единица Российской империи, существовавшая в 1778—1796 годах.
Унженская область в составе Костромского наместничества была образована указом Екатерины II 5 сентября 1778 года. В состав области были включены 4 уезда:
- Варнавинский уезд
- Ветлужский уезд
- Кологривский уезд
- Макарьевский уезд[1].

На момент образования области на её территории не было ни одного города. Согласно императорскому указу слобода Макарьевская на Унже стала городом Макарьевым (который и стал центром области), а село Варнавина пустынь стала городом Варнавиным. Тем же указом генерал-губернатору А. П. Мельгунову предписывалось выбрать подходящие селения, которые можно было бы преобразовать в города-центры Ветлужского и Кологривского уездов. В итоге городом Ветлугой стало село Верхне-Воскресенское, а городом Кологривом — село Кичино.
31 декабря 1796 в связи с преобразованием Костромского наместничества в Костромскую губернию Унженская область была упразднена, а входившие в её состав уезды были перечислены в прямое подчинение Костромской губернии.